# Saxifraga boissieri
Saxifraga boissieri är en stenbräckeväxtart som beskrevs av Engler. Saxifraga boissieri ingår i Bräckesläktet som ingår i familjen stenbräckeväxter. Inga underarter finns listade i Catalogue of Life.